# 882. grenadirski polk (Wehrmacht)
882. grenadirski polk (izvirno nemško 882. Grenadier-Regiment; kratica 882. GR) je bil pehotni polk Heera v času druge svetovne vojne.

## Zgodovina
Polk je bil ustanovljen 15. februarja 1943 kot okrepljeni grenadirski polk. Marca istega leta je bil uporabljen za ustanovitev 260. grenadirskega polka.